# Тоста (Калмыкия)
Тоста (калм. Тоста) — исчезнувший посёлок в Приютненском районе Калмыкии, входивший в состав Песчаного сельского муниципального образования. Посёлок располагался по левому берегу реки Хара-Зуха примерно в 43 км в востоку от села Приютное. Ближайший населённый пункт посёлок Нарта расположен в 11 км к западу от Тосты.

## Этимология
Название производно от калмыцкого калм. тоста - маслянистый, жирный. 

## История
Дата основания населённого пункта не установлена. Предположительно, как и многие другие населённые пункты Калмыкии, посёлок Тоста основан в 1920-е годы. Согласно американской карте СССР 1950-х годов посёлок Тоста (46°05′31″ с. ш. 43°55′07″ в. д.) располагался по левому берегу реки Хара-Зуха близ впадения в неё реки Большой Мергень (на карте - название не обозначено), к востоку от Тосты располагался посёлок Балык (46°05′26″ с. ш. 43°56′44″ в. д.). Посёлок Балык также обозначен на карте РККА 1940 года. На более поздних по времени издания топографических картах посёлок Тоста обозначен на новом месте, восточнее посёлка Балык (46°05′24″ с. ш. 43°57′58″ в. д.).
Предположительно изменение места нахождения посёлка связано с периодом депортации калмыков. Калмыки были депортированы в 28 декабря 1943 года. Ограничения по передвижению были сняты только в 1956 году. Вероятно, за этот период посёлок Тоста, как и соседний посёлок Балык, был разрушен, а позднее восстановлен на новом месте, примерно в 4 км к востоку от старого. В конце 1980-х в посёлке проживало всего около 20 человек
Посёлок Тоста исключён из числа населённых пунктов Постановлением Народного Хурала (Парламента) Республики Калмыкия от 15.02.2002 года № 643-II